# Juan Trinidad Martos
Juan Trinidad Martos (Granada, 21 de novembre de 1973) és un polític espanyol, president de l'Assemblea de Madrid des de 2019.

## Biografia
Nascut el 21 de novembre de 1973 a Granada, fill d'un militar, es va llicenciar en Dret a la Universitat CEU Luis Vives i va obtenir un màster d'Assessoria Jurídica al Centre d'Estudis Garrigues. Ha treballat al sector privat com a assessor legal de OHL, propietat de Juan Miguel Villar Mir. Candidat inclòs al número 8 de la llista de Ciutadans-Partit de la Ciutadania (Cs) de cara a les eleccions a l'Assemblea de Madrid de maig de 2015, va resultar elegit diputat de la x legislatura del Parlament regional, durant la qual va exercir de vicepresident primer de la Mesa de l'Assemblea de Madrid. Inclòs per a les eleccions autonòmiques de 2019 al número 6 de la llista de Cs, va renovar el seu escó i l'11 de juny de 2019, durant la sessió constitutiva de la nova legislatura, va resultar triat president de la càmera.